# Igor Thiago
Igor Thiago Nascimento Rodrigues Silva (Tucuruí, 26 de junio de 2001) es un futbolista brasileño nacionalizado búlgaro. Juega de delantero centro y su equipo actual es el Brentford Football Club de la Premier League, máxima categoría del fútbol inglés.

## Trayectoria
En el año 2018 jugó en Futebol Clube Verê, fue el máximo artillero de su equipo en el Campeonato Paranaense Sub-17 y salieron campeones. Llegó a jugar con el primer equipo un partido en la Série Bronze del Campeonato Paranaense, fue contra Grêmio de Esportes Maringá el 8 de septiembre, jugó los 20 minutos finales y perdieron 2-0. Fue cedido a préstamo a las categorías inferiores de Cruzeiro Esporte Clube en 2019 y finalizó su formación juvenil con la Bestia Negra.
Debutó como profesional el 23 de enero de 2020 con Cruzeiro, fue por el Campeonato Mineiro, jugó como titular contra Boa Esporte Clube, convirtió su primer gol pero se lesionó y debió retirarse antes del primer tiempo, ganaron 2-0. Estuvo unas semanas sin jugar pero su buen rendimiento inicial bastó para ejecutar la opción de compra por su ficha al Verê y firmó contrato hasta diciembre de 2023. Tras regresar tuvo minutos y en 5 partidos convirtió 3 goles. En el Campeonato Brasileño de Serie B tuvo una participación irregular, jugó 18 partidos pero no marcó goles.
En el año 2021 comenzó con pocos minutos nuevamente, en el Campeonato Mineiro no pudo convertir goles en los 5 partidos que jugó. En la Serie B comenzó sin minutos pero en el segundo semestre del año mejoró su rendimiento y se ganó la titularidad, terminó con 25 presencias y 4 goles en el campeonato brasilero de segunda división.
Comenzó el 2022 como titular, convirtió un gol en el primer juego del año, jugó 7 partidos por el Campeonato Mineiro y marcó 2 goles, también en un partido que jugó por Copa de Brasil convirtió un gol. El 2 de marzo fue anunciado su fichaje por PFC Ludogorets Razgrad, para jugar en el fútbol búlgaro.
Para adaptarse primero lo mandaron con la reserva del club y debutó el 18 de abril en la Segunda División de Bulgaria, jugaron contra Litex Lovech y convirtió su primer gol aunque perdieron 1-2. En su segundo juego, volvió a ser titular, esta vez ante Dobrudzha Dobrich, se destacó con un doblete pero perdieron 3-2. Sus buenos rendimientos lo hicieron ser considerado por el primer equipo y el 30 de abril debutó en la máxima categoría del fútbol búlgaro, ingresó al 62', un minuto le bastó para convertir un gol y sellar el triunfo 5-0 contra CSKA Sofía.
En la temporada 2021-22, debido a que llegó cuando estaba finalizando, solo pudo jugar en 2 partidos con el primer equipo y convirtió un gol, con la reserva estuvo presente en 4 juegos, convirtió 3 goles y brindó una asistencia. El equipo se coronó campeón de la Primera Liga de Bulgaria 2021-22.
Para la temporada 2022-23 se consolidó como titular en el primer equipo. Se destacó con 20 goles y 11 asistencias en 53 partidos jugados. Fueron campeones de la Supercopa de Bulgaria, Copa de Bulgaria y Liga Bulgaria A PFG.
El 12 de junio de 2023 se anunció su fichaje por Brujas por cuatro temporadas. Debutó en su nuevo equipo el 27 de julio, en el partido de ida de la segunda ronda de clasificación a Conference League, fue titular, dio una asistencia y ganaron 3-0 frente a Aarhus GF.
Fue fichado por Brentford el 14 de febrero de 2024, firmó por 5 años pero se quedó en Bélgica para finalizar la temporada 2023-24 con Brujas.

## Estadísticas
Actualizado al último partido citado el 25 de mayo de 2025.
| Club                            | Div.          | Temporada     | Liga  | Liga  | Liga   | Estatal | Estatal | Estatal | Copas nacionales | Copas nacionales | Copas nacionales | Copas internacionales | Copas internacionales | Copas internacionales | Total | Total | Total  |
| Club                            | Div.          | Temporada     | Part. | Goles | Asist. | Part.   | Goles   | Asist.  | Part.            | Goles            | Asist.           | Part.                 | Goles                 | Asist.                | Part. | Goles | Asist. |
| ------------------------------- | ------------- | ------------- | ----- | ----- | ------ | ------- | ------- | ------- | ---------------- | ---------------- | ---------------- | --------------------- | --------------------- | --------------------- | ----- | ----- | ------ |
| Cruzeiro E. C. · Brasil         | 2.ª           | 2020          | 18    | 0     | 0      | 6       | 3       | 0       | 3                | 0                | 0                | —                     | —                     | —                     | 27    | 3     | 1      |
| Cruzeiro E. C. · Brasil         | 2.ª           | 2021          | 25    | 4     | 1      | 5       | 0       | 0       | 0                | 0                | 0                | —                     | —                     | —                     | 30    | 4     | 1      |
| Cruzeiro E. C. · Brasil         | 2.ª           | 2022          | —     | —     | —      | 7       | 2       | 1       | 1                | 1                | 0                | —                     | —                     | —                     | 8     | 3     | 1      |
| Cruzeiro E. C. · Brasil         | Total club    | Total club    | 43    | 4     | 1      | 18      | 5       | 1       | 4                | 1                | 0                | 0                     | 0                     | 0                     | 65    | 10    | 3      |
| P. F. C. Ludogorets II Bulgaria | 2.ª           | 2021-22       | 4     | 3     | 1      | —       | —       | —       | —                | —                | —                | —                     | —                     | —                     | 4     | 3     | 1      |
| P. F. C. Ludogorets II Bulgaria | Total club    | Total club    | 4     | 3     | 1      | 0       | 0       | 0       | 0                | 0                | 0                | 0                     | 0                     | 0                     | 4     | 3     | 1      |
| P. F. C. Ludogorets Bulgaria    | 1.ª           | 2021-22       | 2     | 1     | 0      | —       | —       | —       | —                | —                | —                | —                     | —                     | —                     | 2     | 1     | 0      |
| P. F. C. Ludogorets Bulgaria    | 1.ª           | 2022-23       | 32    | 15    | 8      | —       | —       | —       | 6                | 1                | 2                | 15                    | 4                     | 1                     | 53    | 20    | 11     |
| P. F. C. Ludogorets Bulgaria    | Total club    | Total club    | 34    | 16    | 8      | 0       | 0       | 0       | 6                | 1                | 2                | 15                    | 4                     | 1                     | 55    | 21    | 11     |
| C. Brujas · Bélgica             | 1.ª           | 2023-24       | 34    | 18    | 3      | —       | —       | —       | 5                | 4                | 1                | 16                    | 7                     | 2                     | 55    | 29    | 6      |
| C. Brujas · Bélgica             | Total club    | Total club    | 34    | 18    | 3      | 0       | 0       | 0       | 5                | 4                | 1                | 16                    | 7                     | 2                     | 55    | 29    | 6      |
| Brentford F. C. Inglaterra      | 1.ª           | 2024-25       | 8     | 0     | 0      | —       | —       | —       | -                | -                | -                | —                     | —                     | —                     | 8     | 0     | 0      |
| Brentford F. C. Inglaterra      | 1.ª           | 2025-26       | 0     | 0     | 0      | —       | —       | —       | -                | -                | -                | —                     | —                     | —                     | 0     | 0     | 0      |
| Brentford F. C. Inglaterra      | Total club    | Total club    | 8     | 0     | 0      | 0       | 0       | 0       | 0                | 0                | 0                | 0                     | 0                     | 0                     | 8     | 0     | 0      |
| Total carrera                   | Total carrera | Total carrera | 123   | 41    | 13     | 18      | 5       | 1       | 15               | 6                | 3                | 31                    | 11                    | 3                     | 187   | 63    | 21     |
| 1. 2. 3.                        |               |               |       |       |        |         |         |         |                  |                  |                  |                       |                       |                       |       |       |        |

## Palmarés

### Títulos nacionales
| Título                      | Club                   | País     | Año  |
| --------------------------- | ---------------------- | -------- | ---- |
| Liga Bulgaria A PFG         | PFC Ludogorets Razgrad | Bulgaria | 2022 |
| Supercopa de Bulgaria       | PFC Ludogorets Razgrad | Bulgaria | 2022 |
| Copa de Bulgaria            | PFC Ludogorets Razgrad | Bulgaria | 2023 |
| Liga Bulgaria A PFG         | PFC Ludogorets Razgrad | Bulgaria | 2023 |
| Primera División de Bélgica | Club Brujas            | Bélgica  | 2024 |

### Distinciones individuales
| Distinción                                  | Año  |
| ------------------------------------------- | ---- |
| Mejor jugador del mes (diciembre) de Brujas | 2023 |
| Mejor jugador del mes (enero) de Brujas     | 2024 |